# Lee County (Kentucky)
Lee County is een county in de Amerikaanse staat Kentucky.
De county heeft een landoppervlakte van 544 km² en telt 7.916 inwoners (volkstelling 2000). De hoofdplaats is Beattyville.

## Bevolkingsontwikkeling

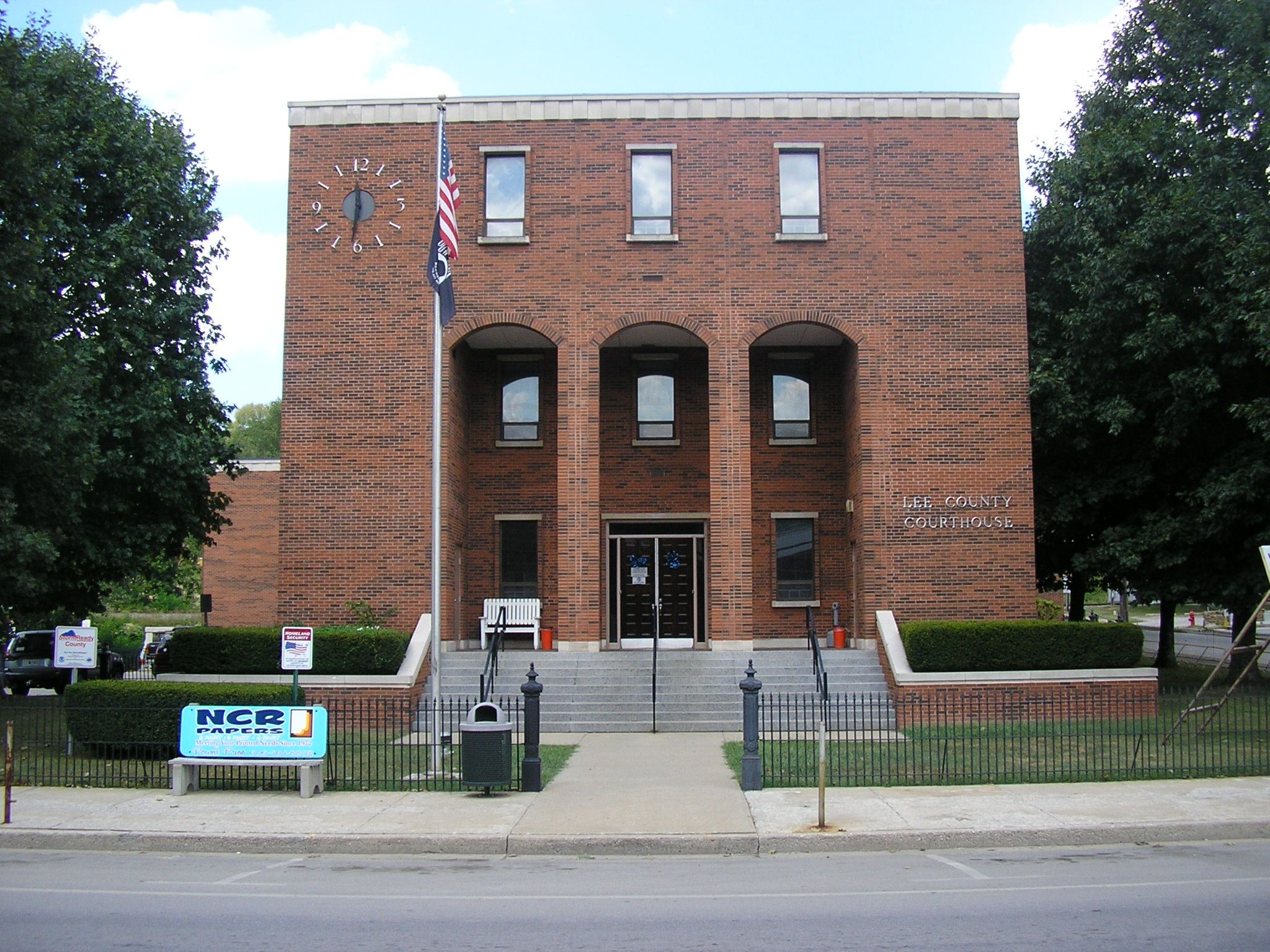
Lee County Courthouse